# Seguenzia hapala
Seguenzia hapala är en snäckart som beskrevs av Woodring 1928. Seguenzia hapala ingår i släktet Seguenzia och familjen Seguenziidae. Inga underarter finns listade i Catalogue of Life.